# Pimpla albomarginata
Pimpla albomarginata (лат.) — вид ихневмоноидных наездников рода пимплы из подсемейства Pimplinae (Ichneumonidae, Hymenoptera). Неотропика.

## Распространение
Неотропика, в том числе, Мексика, Сальвадор, Коста-Рика, Панама, Венесуэла, Уругвай, Перу, Колумбия.

## Описание
Перепончатокрылые насекомые-ихневмониды, которые от близких мексиканских видов отличаются следующими признаками: щёчный промежуток 0,7-0,8× длины базальной ширины мандибул; первый метасомальный тергит 1,3× длиннее задней ширины; скапус антенны, мезоплевры, метаплевры, проподеум, средние и задние тазики и трохантеры интенсивно белые, жёлтые или красные. Тергиты 2—7 метасомы чёрные, но каждый с узкой белой или жёлтой полосой по заднему краю. Латеротергиты 2—5 узкие и малозаметные, шириной менее 0,25× от длины. Вершина наличника глубоко двулопастная; мезоскутум полностью чёрный; заднещитик чёрный; мезоплевральный шов слабо ямочный; проподеум с заметными заднебоковыми бугорками; переднее крыло с жилкой Rs более или менее прямой и cu-a находится немного дистальнее основания Rs&M; тазики без чёрных отметин и передние тазики белые; метасома чёрно-белая с широкими латеротергитами V, ширина более 0,50× длины; тергит I самки короткий и широкий, в профиль сильно выпуклый; стернит I с сильно выраженной припухлостью.